# Sexualitet
| Sexualitet |
| --- |
| Två nyckelpigor som parar sig. - Betydelse – beteenden relaterade till könlig fortplantning - Plats – njutning, näringslivet (inkl. pornografi och prostitution), relationer - Uttryck – erotica, fantasier, könsidentitet, sex (inkl. samlag och onani) |

Sexualitet (efter latinets sexus, 'kön') är de beteenden hos sexuella organismer som förknippas med könslig fortplantning, könscykel och könsroller. Arter med sexuell fortplantning är uppdelade i han- och honkön, vars könsceller måste smältas samman för att reproduktion ska ske – exempelvis genom parning. Sexuell funktion är ett samlingsbegrepp för fysiologiska, psykologiska, sociala och religiösa aspekter av människans sexualitet. 
Sexualiteten har hos många djurarter, däribland människan, även andra funktioner än förökning. Det kan vara ett verktyg för förståelse och överenskommelse men också maktutövning. Begrepp som våldtäkt och sexuellt övergrepp visar att sexualiteten har både möjligheter och risker. 

## Mänsklig sexualitet
Världshälsoorganisationen (WHO) har följande definition:
| ”     | Sexualiteten är en integrerad del av varje människans personlighet, och det gäller så väl man som kvinna som barn. Den är ett grundbehov och en aspekt av att vara mänsklig, som inte kan skiljas ifrån andra livsaspekter. Sexualiteten är inte synonym med samlag, den handlar inte om huruvida vi kan ha orgasmer eller inte, och inte heller summan av våra erotiska liv. Dessa kan men behöver inte vara en del av vår sexualitet. Sexualiteten är mycket mer: den finns i energin som driver oss att söka kärlek, kontakt, värme och närhet. Den uttrycks i vårt sätt att känna och väcka känslor samt att röra vid varandra. Sexualiteten påverkar tankar, känslor, handlingar och gensvar och därigenom vår psykiska och fysiska hälsa | „ |
| – WHO | |   |

För människans del har alltså sexualiteten både en biologisk funktion och en social funktion. Den är inte begränsad till ett beteende som enbart har med fortplantning att göra, utan är också intimt förknippad med nära relationer, kärlek, lust och fysiskt kontaktbehov. Därmed påverkar sexualiteten och sexuella beteenden många områden i människors liv.

### Sexologi
Sexologi är läran om människans sexualitet. Det är inte ett eget akademiskt ämne, utan studeras från skilda synvinklar i en rad discipliner, inklusive medicin och sociologi. Experter på mänsklig sexualitet kallas sexologer. Ämnet omfattar allt från sexuell funktion hos de mänskliga könsorganen till sexuellt överförbara sjukdomar, sexuella praktiker, relationsfrågor och sexualhistoria.

### Sexuella relationer
Människan är en av de djurarter som har sex av fortplantningsmässiga, sociala och rent njutningsmässiga skäl. Därför kan sexuella relationer skifta kraftigt. Ofta beror de på de kulturella normerna för hur sexuella relationer bör se ut i en viss kultur, vilket gör att vad som betraktas som en "bra" sexuell relation ser mycket olika ut i olika delar av världen. 

Beroende på situation kan människor välja att ha monogama eller polygama relationer. De kan välja att låta dessa relationer vara juridiskt bindande, via avtal i form av äktenskap/partnerskap eller samboavtal, eller vara mer löst hållna.

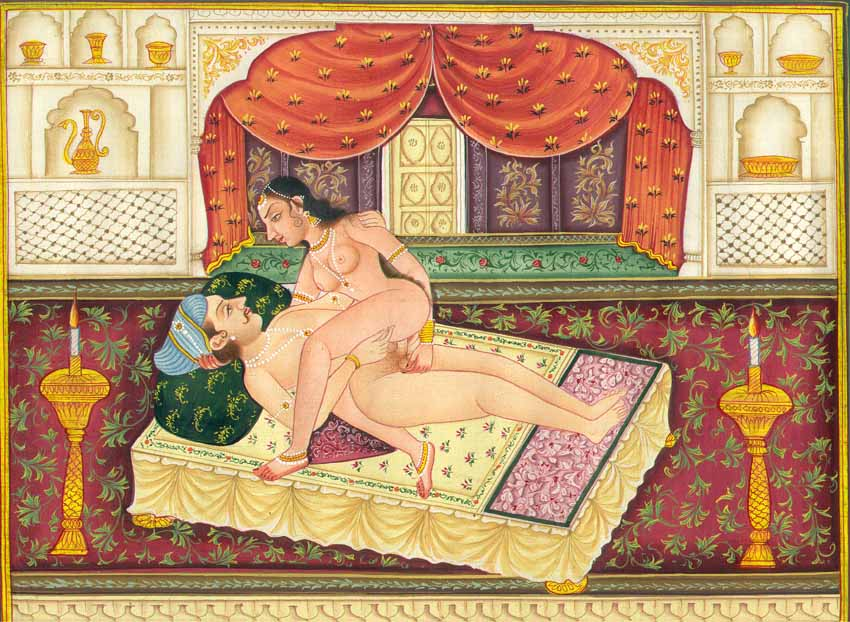
Framställning av en sexualakt i en Kama Sutra-handskrift.

Den rådande sociala normen i stora delar av världen är att en sexuell relation måste eller bör kombineras med ett äktenskap. Detta äktenskap bör då också enligt normen kombineras med en önskan att skaffa gemensamma barn eller en ömsesidig förälskelse. Dessa normer är dock ifrågasatta, framförallt i västvärlden där det numera är fullt accepterat att skaffa barn utan att vara gift och där sexuellt umgänge snarare kopplas samman med njutning än med barnalstring. Man behöver trots detta inte drabbas av social utstötning.
Sexuellt umgänge är del av de flesta vuxna människors liv. 2018 visade en svensk (skånsk) studie bland 35–55-åringar att dessa medelålders skåningar i medeltal haft fyra sexpartner i sitt liv. De som hade en fast relation ägnade sig åt samlag i snitt en gång i veckan.

### Sexuella preferenser
Vad som gör en enskild individ sexuellt upphetsad skiljer sig åt mycket kraftigt, sannolikt både beroende på personlighet och kultur. Huruvida en person blir attraherad av personer av samma kön, motsatt kön eller oberoende av könet på partnern beror på personens sexuella läggning, det vill säga på om personen är heterosexuell (vanligast), homosexuell eller bisexuell. En person kan också definiera sin sexualitet som queer. Det finns även personer som liten eller ingen sexuell attraktion, vilket kallas asexualitet. Demisexuella personer känner sexuell attraktion endast när de utvecklat starka emotionella band med någon.
Även andra faktorer än partnerns kön kan vara den grundläggande faktorn för att en person ska bli sexuellt upphetsad. Personer av en viss ålder (se kronofili) eller med ett visst utseende, vissa föremål (se fetischism), vissa situationer (se till exempel voyeurism och exhibitionism), vissa beteenden (exempelvis BDSM) och vissa omgivningar kan vara det som får en person att känna sexuell upphetsning, snarare än den tänkta sexualpartnerns kön.

Gayle Rubins sexhierarki omkring traditionella värderingar runt sexuella beteenden, med den tjusade cirkeln och "the outer limits" (de yttre gränserna). Enligt versionen som skapades av Rubin 1982.

Genom bristande diskussioner omkring folks olika sexuella preferenser, formas lätt idéer om att en viss sexualitet eller ett visst sexuellt beteende är normalt och allt annat onormalt. Idén om att ens egen sexuella beteende och attityd är modellen även för andra kan beskrivas genom termen erotocentrism. Kulturantropologen Gayle Rubin skapade 1982 en "sexhierarki" som särskilde mellan traditionellt accepterade och mindre accepterade sexuella beteenden (se bild).

### Sexuell funktion
Den mänskliga kroppen har olika erogena zoner, som genom stimulans kan påverkas och leda till en kollektiv sexuell upphetsning och utlöser lustkänslor. Stimulansen kan ske antingen genom att personen stimulerar sig själv, onani, eller i samspel med någon annan, till exempel genom smekningar och kyssar. Ofta inverkar omständigheterna, såsom omgivningen, känslorna för den eller de andra, situationen (trygg, spännande), vad som sägs och hur det sägs, och hur och när beröringen sker i hög grad på huruvida en beröring upplevs upphetsande och lustfylld.
Lustkänslorna påverkar könsorganen hos både kvinnor och män, med ökad blodgenomströmning och ökad känslighet för beröring. De organ som innehåller svällkroppar sväller och förstoras och penis och klitoris erigeras. Blir upphetsningen tillräckligt stark utlöses en orgasm, ett intensivt njutningsfyllt klimax med rytmiska muskelsammandragningar i bäckenbottenmuskulaturen. För män innebär ofta en orgasm också en utlösning, där sädesvätska utsöndras från penis. Även kvinnlig utlösning kan ske i samband med orgasm.

### Sexuella aktiveter
Sex är en aktivitet som stimulerar en eller flera av kroppens erogena zoner. Den kan utövas i par (som hångel, smeksex, penetrerande samlag med mera), ensam (onani) eller fler än två (trekant eller gruppsex). Penetrerande samlag stimulerar i regel nervändar i de båda kropparna genom gnidande eller stötande rörelser, vilka underlättas genom tillräcklig lubrikation eller tillfört glidmedel. Även vid onani med omskuren penis kan glidmedel vara nödvändigt. Kvinnans och mannens könsorgan är anpassade för att möjliggöra penetrativt sex, men sexuella aktiviteter kan inkludera en mängd olika varianter – inklusive oralsex, analsex, olika hjälpmedel och rollspel eller assisterade av visuella eller textbaserade stimuli.

### Sexuell fortplantning
Den mänskliga fortplantningen startar i mannens och kvinnans könskörtlar: testiklarna och äggstockarna. Där produceras könscellerna, spermierna och äggen. Vid mannens utlösning i kvinnans slida frigörs spermier som simmar mot det mogna ägg som frigörs ur äggstockarna och rör sig dem till mötes längs äggledarna. När spermierna träffar ägget och en av dem tränger in sker befruktningen, som sedan leder till att ägget börjar dela sig, fäster sig vid livmoderslemhinnan och utvecklas till dels en del av moderkakan, dels till ett embryo och vidare till ett foster. Befruktningen kan också ske via en insemination, där spermier tillförs med hjälp av ett instrument, eller via en konstgjord befruktning, där ägg och spermie förs ihop utanför kvinnans kropp och det befruktade ägget sedan planteras in i hennes livmoder.
Ett mänskligt foster bär på arvsanlag från både sin biologiska far och sin biologiska mor, till skillnad från foster hos de arter som inte har en sexuell fortplantning, där avkomman är en genetisk kopia av sin enda förälder.
Människan som art har gärna ett sexuellt umgänge även utan syftet att skaffa avkomma. Detta, i kombination med de risker det innebär för en gravid kvinna att försöka abortera ett foster, har lett till att metoderna för att begränsa risken att ett samlag oönskat ska leda till att ett ägg befruktas praktiserats över större delen av världen, genom alla tider. Förr var folk hänvisade till avbrutet samlag, säkra perioder, smek- och gnidsex, men numera finns det effektiva preventivmedel att tillgå. Preventivmetoder utan preventivmedel används dock fortfarande, främst av religiösa, men också av medicinska och andra skäl.

## Olika åldrar
Sexualiteten är en grupp av funktioner som följer med oss hela livet. Det kan se olika ut hos olika människor och i olika åldrar. Barns sexualitet präglas främst av ett utforskande av kroppen. Sexualiteten hos vuxna är mer målmedveten och mer kopplad antingen till den egna njutningen, parrelationer och barnalstrande. Även hos äldre människor kvarstår sexualiteten som en av många sidor hos den personliga identiteten, även om det sexuella utlevandet där ofta är mindre tydligt.